# Tomosvaryella hildeae
Tomosvaryella hildeae is een vliegensoort uit de familie van de oogkopvliegen (Pipunculidae). De wetenschappelijke naam van de soort is voor het eerst geldig gepubliceerd in 1997 door De Meyer.